# Candrypš
Candrypš (abchazsky Цандрыԥшь, rusky Цандрыпш, gruzínsky განთიადი – Gantiadi, Гантиади) je sídlo městského typu v Abcházii, nacházející se v okrese Gagra. Leží přibližně 5 km východně od hranic s Ruskem a přibližně 10 km západně od okresního města Gagry na pobřeží Černého moře. Obec protíná železnice, jež spojuje Rusko s Abcházií a Gruzií. Obec je ohraničena ze západu říčkou Lapsta a z východu potokem Anachomsta.

## Historie

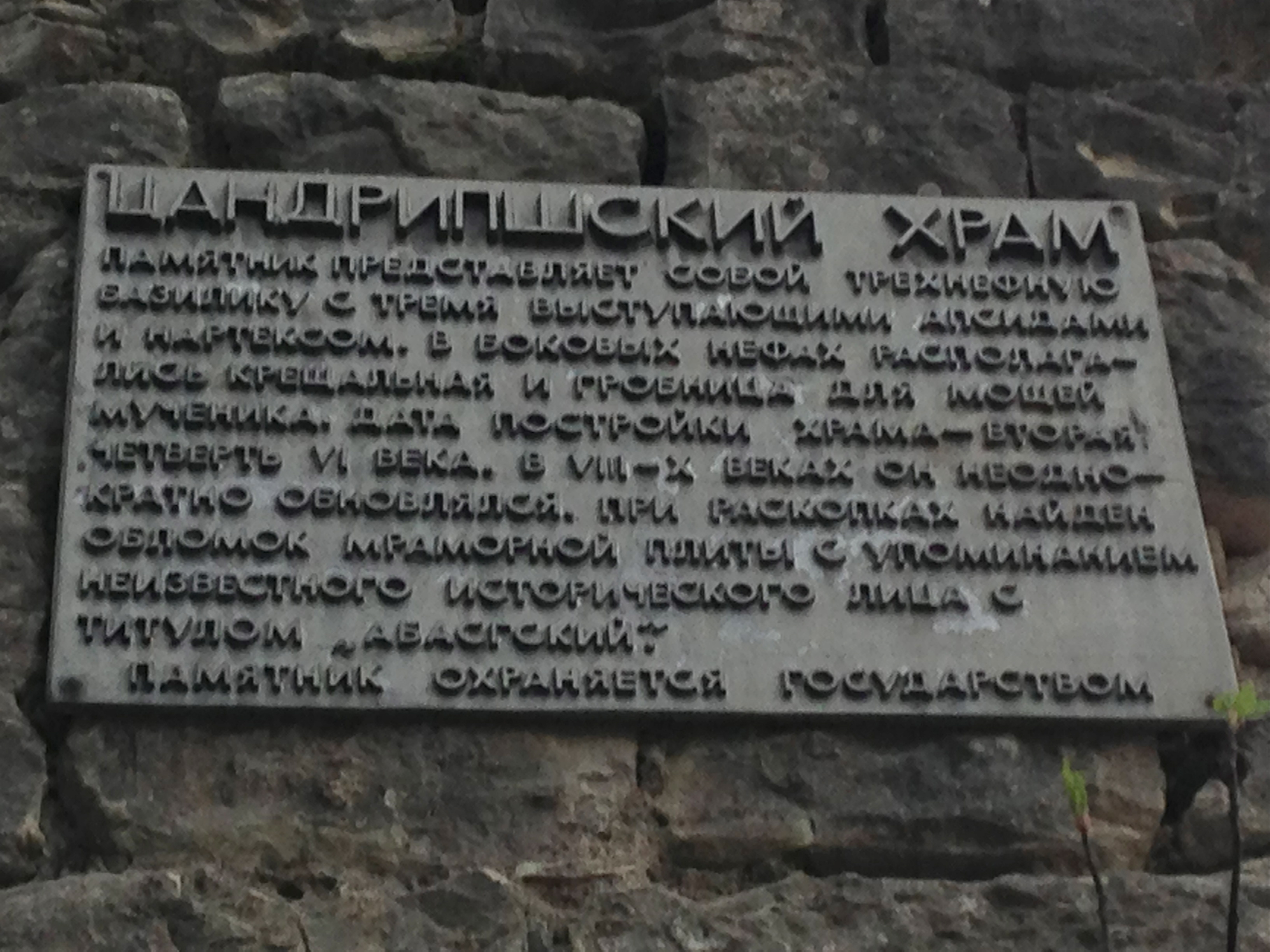
Deska na candrypšské bazilice

Tato obec se v dávných dobách jmenovala Sauči (rusky Саучи) a až do 6. století byla správním střediskem knížectví Sanigija, jež bylo provincií Sadzenu neboli Malé Abcházie. Později bylo jedním ze správních center Abchazského království. Současný název Candrypš je odvozen od zdejšího dávného šlechtického rodu Canba.
V roce 1867 vznikla nedaleko Sauči ruská vesnice Pilenkovo, pojmenovaná podle tehdejšího správce černomořského okruhu, generála D. V. Pilenka. Ta však brzy zanikla pohlcením starší a prudce se rozrůstající obcí Sauči, přejmenované na Jermolovsk po ruském generálovi Alexeji Petrovičovi Jermolovovi. V roce 1917 byly v obci nalezeny bronzové sekery, označované dle místa nálezu jako Pilenkovské. Od roku 1915 do Jermolovsku a okolí přicházeli arménští uprchlíci z Turecka, kteří prchali před genocidou Arménů a i v současnosti tvoří velkou část zdejšího obyvatelstva.
Od roku 1944 do 1993 se toto sídlo jmenovalo Gantiadi (gruzínsky განთიადი), což v gruzínštině znamená úsvit. Toto pojmenování vyvolalo u abchazského obyvatelstva nevoli a stalo se součástí oficiální stížnosti na gruzínskou nadvládu poslané na sjezd KSSS v roce 1988. Po Druhé světové válce proběhla v obci výstavba moderního bydlení a průmyslových podniků na zpracování tabáku, výrobu konzerv, štěrku z nedalekého kamenolomu a na zpracování vína. Kromě toho byly v tomto sídle městského typu založeny tři střední školy a dvě internátní školy. Od 50. let 20. století rostl na významu turismus a Gantiadi bylo přeměněno v letovisko pro trávení dovolených sovětských občanů.
Po skončení války v Abcházii byla obec v roce 1993 přejmenována separatisty na Candrypš, avšak název Gantiadi se příležitostně používá i nadále. Gruzínské úřady, považující Abcházii za své území, nadále uznávají jako oficiální název Gantiadi.

## Obyvatelstvo
Dle nejnovějšího sčítání lidu z roku 2011 je počet obyvatel tohoto sídla městského typu 5170 a jejich složení následovné:
- 2888 Arménů (55,9 %)
- 1013 Abchazů (19,6 %)
- 952 Rusů (18,4 %)
- 317 ostatních národností (6,1 %)

Před válkou v Abcházii se počet obyvatel pohyboval k 7358.

## Školství
Během sovětské éry v Candrypši vyrostly tři střední školy, z nichž funkční jsou v současné době jen dvě: Arménská střední škola č.1 Avetika Isakjana a Ruská střední škola č.2. V obci se nachází ještě Abchazská veřejná škola a Gagrská internátní škola v prostorách bývalé škole Bašaran.

## Pamětihodnosti
- Ruiny Candrypšského chrámu ze 7. až 8. století – v centru sídla
- Stalinova dača Cholodnaja Rečka
- Údolí řeky Hašupsy
- Hašupská pevnost z 1. až 2. století – několik kilometrů severně podél toku Hašupsy na skalnatém útesu se nachází jeho zřícenina
- Bílé útesy – podél moře